# Anak Krakatoa
Anak Krakatau ( em português:  "Filho de Krakatoa"  ) é uma ilha em uma caldeira no Estreito de Sunda entre as ilhas de Java e Sumatra na província indonésia de Lampung .  Em 29 de dezembro de 1927, Anak Krakatoa emergiu da caldeira formada em 1883 pela explosiva erupção vulcânica que destruiu a ilha de Krakatoa . Houve atividade eruptiva esporádica no local desde o final do século 20, culminando com um grande colapso subaquático do vulcão que causou um tsunami mortal em dezembro de 2018, seguido por atividade subsequente em 2019 e uma erupção em abril de 2020. Devido à sua tenra idade, a ilha é uma das várias da região que são de considerável interesse para os vulcanólogos e objeto de extenso estudo.

## Atividade
Até o colapso de 2018, o Anak Krakatau havia crescido 13 centímetros (5,1 pol) anos por semana em média desde a década de 1950. Isso equivale a um crescimento médio de 6,8 metros (22 pé) por ano. Seu episódio eruptivo mais recente começou em 1994. Períodos de silêncio de alguns dias alternaram-se com erupções estrombolianas quase contínuas desde então. Gases quentes, rochas e lava foram liberados em uma erupção em abril de 2008. Cientistas que monitoram o vulcão alertaram as pessoas para ficarem fora de um 3 km (1.9 mi) zona ao redor da ilha. Em 6 de maio de 2009, o Levantamento Vulcanológico da Indonésia elevou o status de alerta de erupção do Anak Krakatoa para o Nível III. Uma expedição ao vulcão revelou que 100 m (330 ft) ampla cúpula de lava estava crescendo em sua cratera.

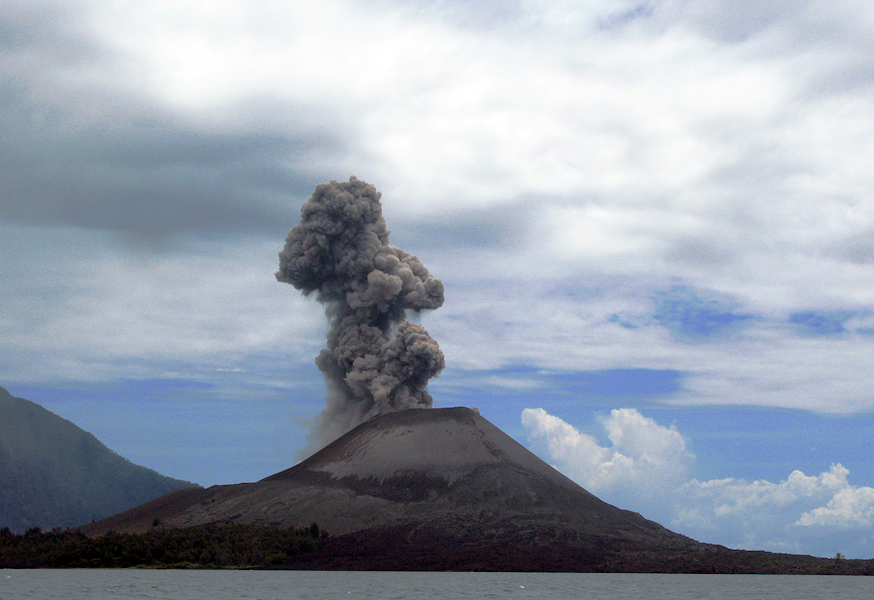
Atividade vulcânica em Anak Krakatau, 2008

Em janeiro de 2012, vulcanologistas da Universidade de Oregon alertaram que um tsunami causado pelo colapso do flanco do Anak Krakatoa era provável, pois se formou em uma encosta íngreme na borda da grande caldeira formada em 1883. Uma nova fase eruptiva foi observada a partir de junho de 2018 e, em 15 de outubro de 2018, Anak Krakatau teve uma forte erupção estromboliana a vulcaniana fraca que enviou bombas de lava para a água, com uma quase atingindo um barco próximo. A erupção foi registrada em vídeo.

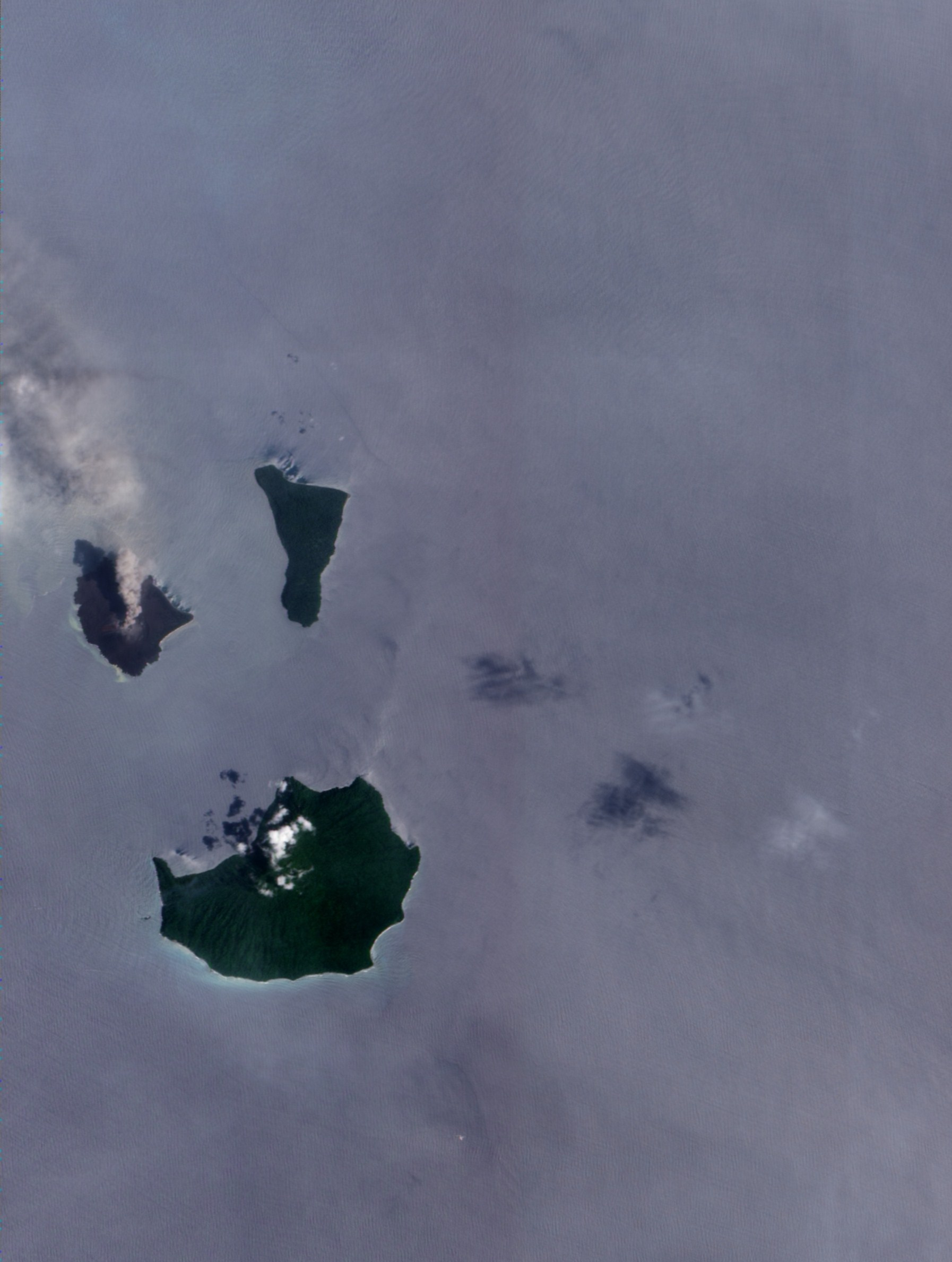
2010: A espessa nuvem marrom de cinzas, vapor e gás vulcânico subindo de Anak Krakatoa nesta imagem de satélite em cores reais é uma visão comum no estratovulcão.

### Erupções

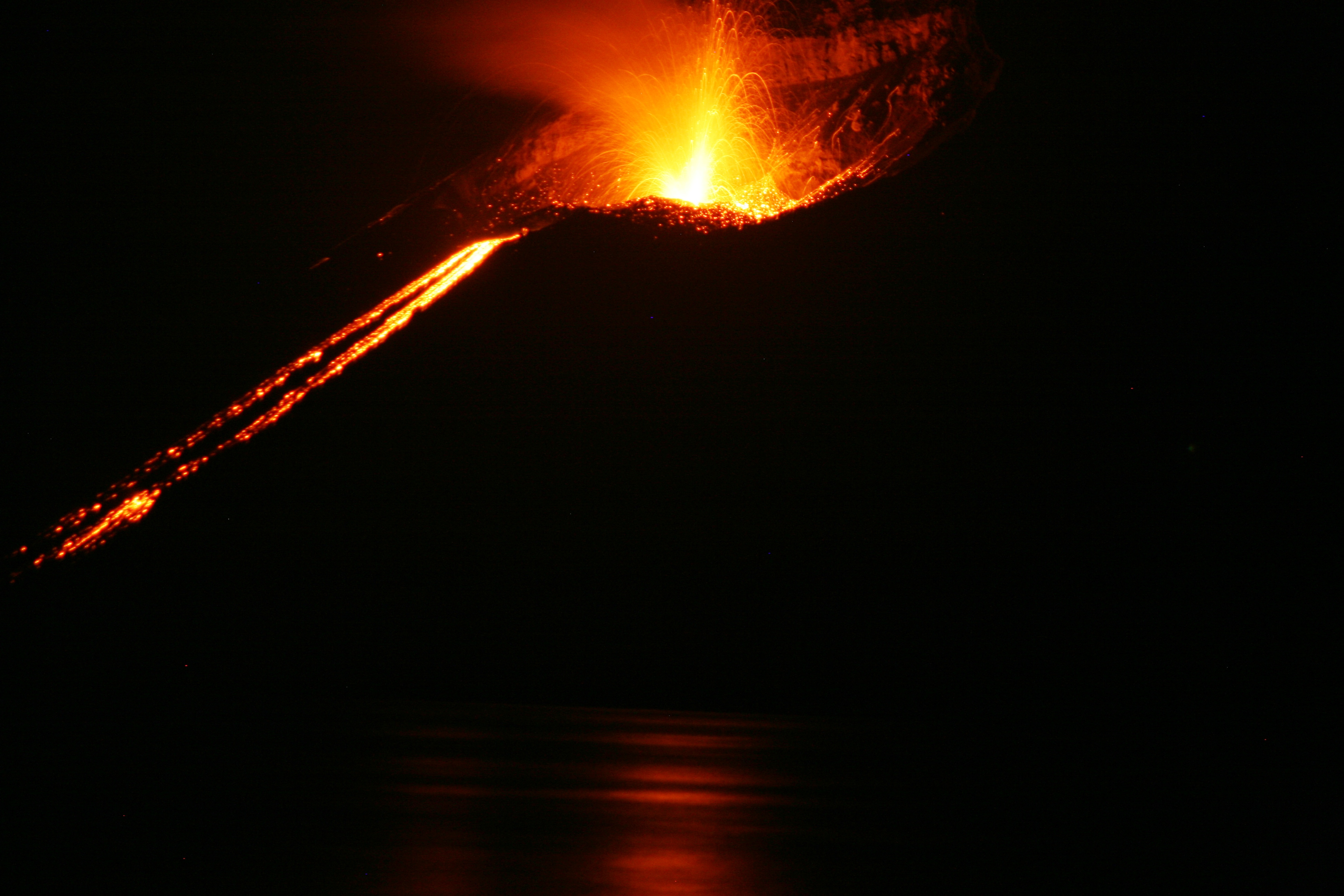
Anak Krakatoa 2008 erupção

Uma erupção do vulcão em 22 de dezembro de 2018 causou um tsunami mortal, com ondas de até cinco metros de altura atingindo o continente. Em 31 de dezembro de 2018, a agência de desastres deu o número de mortos do tsunami como 437, com 14.059 feridos. O tsunami afetou mais de 186 milhas da costa em Sumatra e Java. Mais de 420 pessoas morreram e 40.000 foram deslocadas. Isso fez da erupção a segunda erupção vulcânica mais mortal do século 21 até agora. O colapso do cone - com geração de tsunami - foi considerado um risco potencial imediatamente antes da erupção. Os cientistas modelaram a possibilidade seis anos antes do evento e identificaram o flanco ocidental como a seção do vulcão com maior probabilidade de falhar.

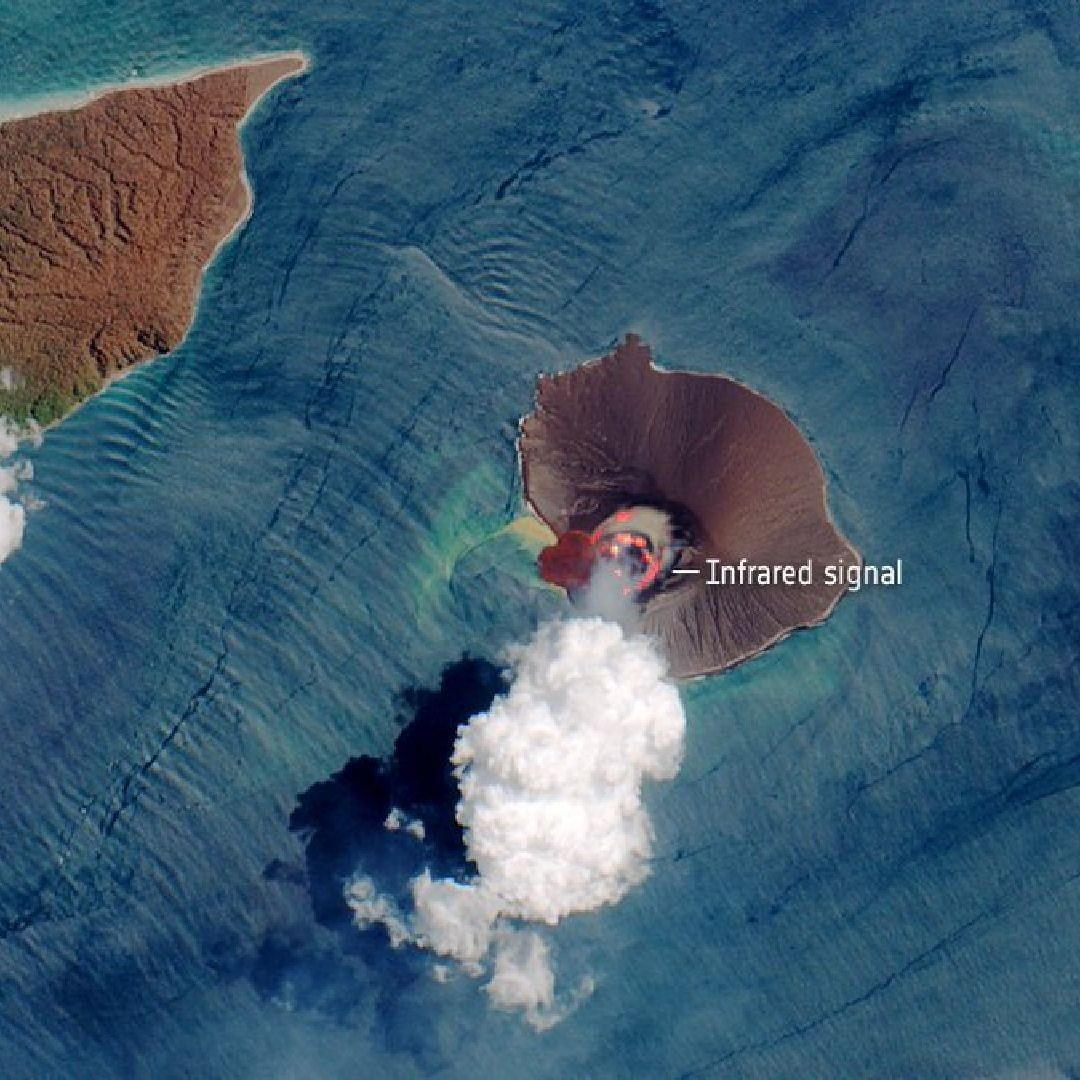
Imagem de satélite de 17 de abril de 2020. Um forte sinal infravermelho dá evidência de calor significativo na cratera.

Em maio de 2019, a atividade freatomagmática foi observada em torno da cratera recém-reconstruída, à medida que o vulcão continuou a aumentar de altura e remodelar as áreas destruídas em 2018.
De acordo com a Agência Geológica da Indonésia, Anak Krakatoa entrou em erupção em 4 de fevereiro de 2022 e 5 de fevereiro de 2022. Em março 28 de março de 2023, o vulcão entrou em erupção expelindo cinzas com mais de 2 500 metros de altura.